# 케일럽 클레이
케일럽 러셀 클레이(영어: Caleb Russell Clay, 1988년 2월 15일 ~ )는 미국의 야구 선수이자, 메이저 리그 애리조나 다이아몬드백스의 투수이다.
클레이는 앨라배마 큘먼 고등학교에서부터 2006년 메이저 리그 1차지명으로 보스턴에 지명되었고, 워싱턴과 2013년도 시즌이 시작되기 전에 마이너리그 계약을 하였다. 그리고 그는 2013년에 트리플 A에서 활동하였다.
스카우팅 리포트에 따르면 90에서 최고 94마일의 포심 패스트볼을 던지며 체인지업 슬라이더 커브 싱커등 여러 구질을 던질 수 있다. 무엇보다 가장 9이닝당 볼넷비율이 2.6개에 불과할 정도로 제구력이 뛰어난 투수였으나 계속되는 성적부진으로 2014년 6월 11일 소속 구단 한화 이글스에서 KBO에 클레이의 웨이버 공시를 요청했고 사실상 방출되었다. 그의 대체 선수로 라이언 타투스코가 영입되었다. 하지만 그는 방출 이후 LA 에인절스와 마이너 계약을 맺었는데 메이저 리그로 승격되는 반전이 일어났다. 하지만 한경기도 등판하지 못하고 마이너로 강등되었다.